# Jules Antoine Lissajous

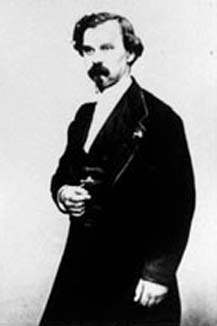
Jules Antoine Lissajous.

Jules Antoine Lissajous (Versailles, 4 maart 1822 – Plombières-les-Bains, 24 juni 1880) was een Frans natuur- en wiskundige. Hij gaf zijn naam aan Lissajous-figuren.
Zijn voornaamste studieterreinen waren akoestiek en optica, waar hij baanbrekend werk verrichtte. Hij werd gefascineerd door trillingen. Om geluidsgolven zichtbaar te maken, hield hij een aangeslagen stemvork onder water. Stemvorken van verschillende frequenties maakten verschillende rimpels op het wateroppervlak. Later gebruikte hij lichtbundels en spiegels, en stond hij mee aan de basis van de ontwikkeling van de harmonograaf, waarmee de naar hem genoemde figuren gemaakt kunnen worden. Ook werkte Lissajous rond 1855 samen met pianobouwer Auguste Wolff van de firma Pleyel, om middels metingen en experimenten te bepalen wat het beste punt was waar de hamer een snaar in een piano zou moeten aanslaan.
Lissajous heeft gestudeerd aan de eliteschool École normale supérieure, waar hij begon in 1841. In 1850 werd hem een doctoraat toegekend na zijn onderzoek naar de zandpatronen van musicus en fysicus Ernst Florenz Friedrich Chladni (1756-1827), die als de grondlegger van de akoestiek als wetenschap wordt beschouwd. Lissajous werd rector magnificus van de Academie van Chambéry in 1874, en in Besançon in 1875.
In 1873 werd hem de Lacazeprijs toegekend voor zijn "wetenschappelijke bijdrage aan ons begrip van geluid" of "voor zijn werk aan de optische observatie van vibratie".
- Bibliothèque nationale de France: cb13487856f (data)
- Gemeinsame Normdatei: 11767611X
- International Standard Name Identifier: 0000 0000 5339 7743
- Library of Congress Control Number: nr2004024395
- Base Léonore: LH//1645/67
- Système universitaire de documentation: 035737557
- Virtual International Authority File: 74004534
- WorldCat: E39PBJd3KYjhhRwcw9fyCpk7HC